# Citroën 2CV

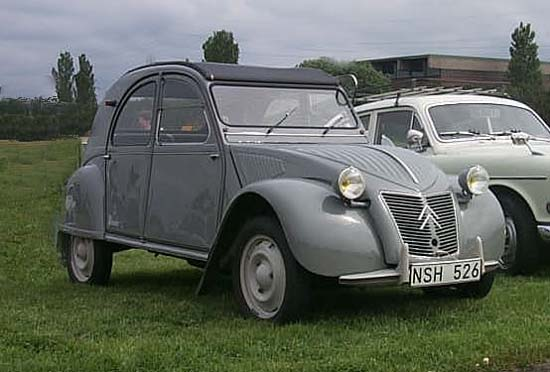
Citroën 2CV

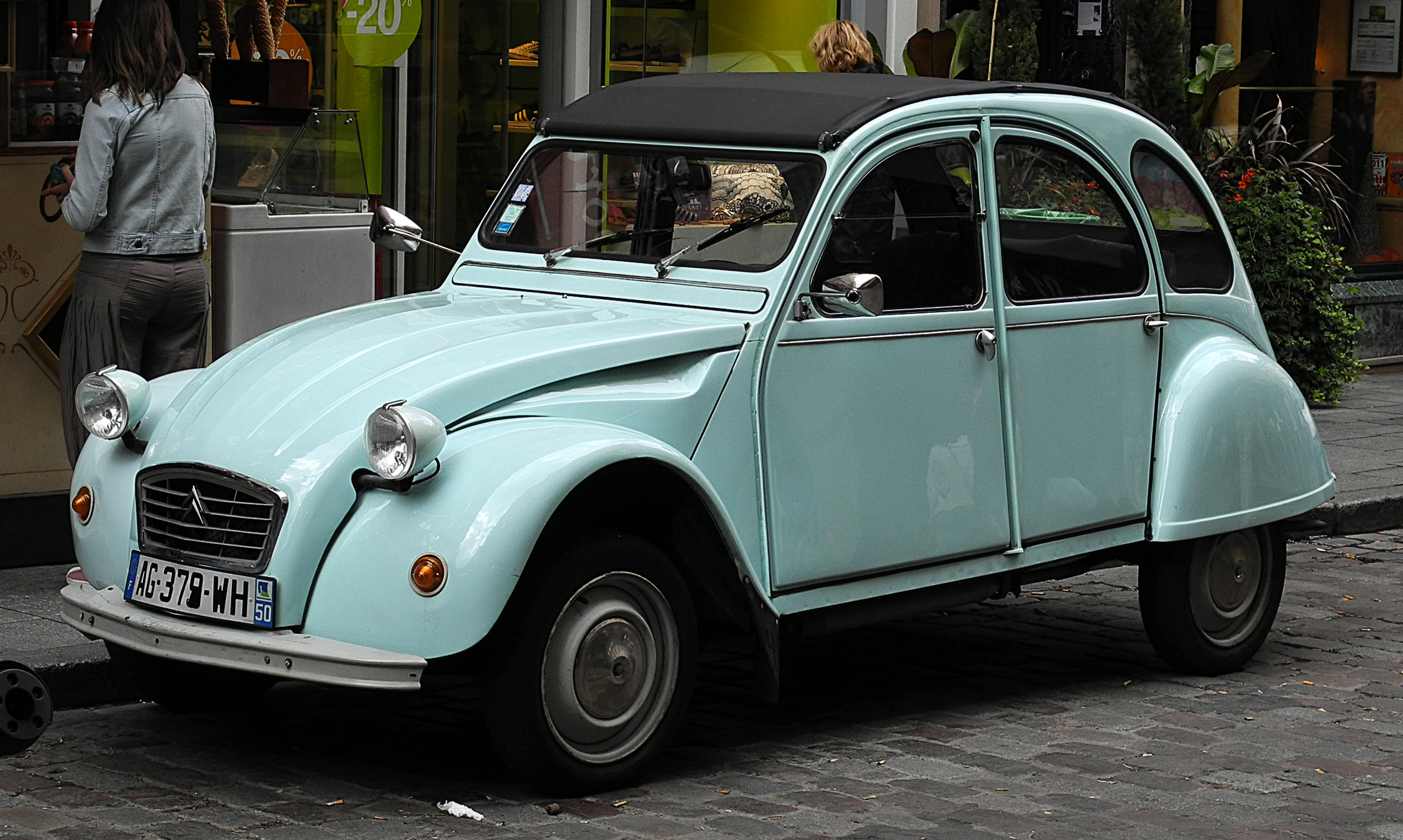
Citroën 2CV

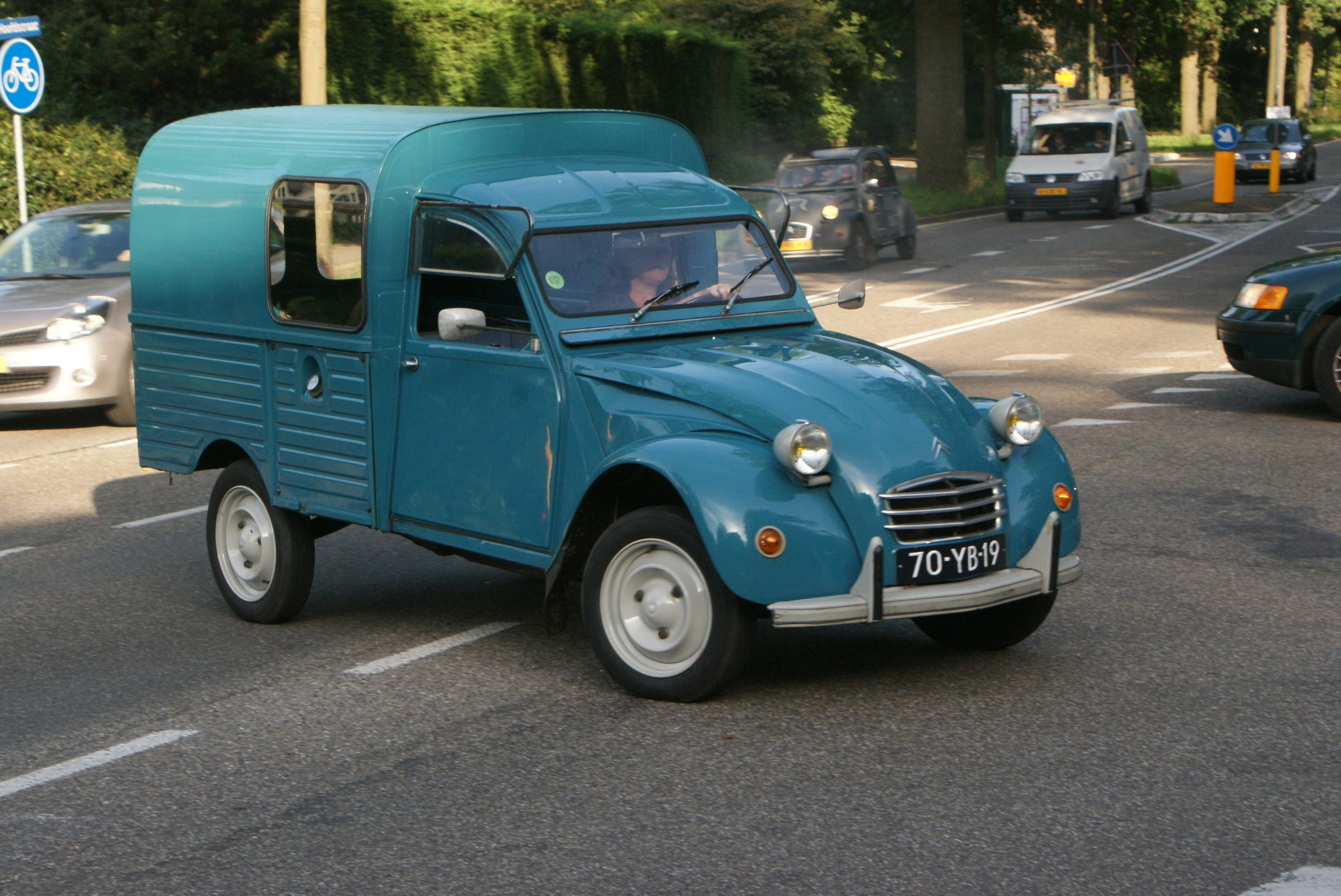
Фургон Citroën 2CV AK400

Citroën 2CV (фр. deux chevaux vapeur вимовляється: [dø ʃ(ə)vo] — дві кінські сили, букв. дві парові коні; читається Дешво́ — два коні, дві «конячки») — мікролітражний автомобіль від Citroën, що випускався з 1949 по 1990 рік. Індекс в назві позначає умовну потужність двигуна (фр. CV, chevaux vapeur), яка розраховується за його об'ємом, що оподатковується (фр. chevaux fiscaux, cheval fiscal — транспортним податком, букв. кінський податок) на автомобілі в тодішній Франції, в той час, як реальна потужність (фр. cheval-vapeur) початкового варіанту — 9 к.с. (фр. ch). У Франції цей автомобіль зіграв ту ж роль, що Форд Т в США або Фольксваген Жук в Німеччині: «посадив за кермо» націю. У конструкції реалізовані багато оригінальних і прогресивних технічних рішень, наприклад, передній привід, що незвично для машин довоєнної розробки. У той же час нарочито спрощена і здешевлена машина несла печать непрестижності, подібно до мотоколясок післявоєнної Європи або «горбатому Запорожцю» в СРСР. 2CV проектувався як наддоступний за ціною, простий в обслуговуванні та ремонті, утилітарний автомобіль, придатний для невпорядкованих доріг і перевезення невеликих вантажів — він повинен був замінити французькому фермерові коні і віз, городянину — велосипед і візника. Машина отримала легкообслуговуваний двигун, регульовану торсіонну підвіску, відносно великий кліренс. Знімний матерчатий дах дозволяв перевозити негабаритний вантаж.
Подібно «Жуку», 2CV випускався в багатьох країнах і не один десяток років. У період з 1948 по 1990 роки було випущено 3 872 583 власне 2CV, плюс 1 246 306 невеликих вантажівок на його базі, плюс кілька мільйонів більш пізніх модифікацій («Діана», «Мехарі» та ін.) — загальне виробництво склало 8 756 688 штук. У 1988 році основне виробництво оригінального 2CV було перенесено з Франції до Португалії.

## Двигуни
- 375 cc (23 CID) H2 air-cooled 9 к.с.
- 425 cc H2 air-cooled 12 к.с.
- 435 cc H2 air-cooled 24 к.с.
- 602 cc H2 air-cooled 29 к.с.

## Конверсії та похідні моделі
Оскільки кузов 2CV, прикріплений болтами до шасі, не мав несучої функції, його легко було замінити повністю на іншу конструкцію. Citroën Méhari всеж прийнято вважати похідним від пізнішої Dyane.
| Рік       | Вигляд | Пояснення |
| --------- | ------ | --- |
| 1953      |        | Citroën 2CV Antem — є єдиним у своєму роді. Кузов виконаний як чотиридверний седан у понтонному стилі, був спроектований Філіппом Шарбонно; автомобіль був побудований в ательє Antem. |
| 1959–1964 |        | Citroën Bijou |
| 1961–1978 |        | Citroën Ami 6 / Ami 8 |
| 1968–1987 |        | Citroën Méhari — це автомобіль для відпочинку з відкритим верхом, заснований на 2CV або Dyane.                                                                                         |
| 1972–1978 |        | Citroën Pony / FAF |
| з 1982    |        | Lomax — англійський кіт-кар на базі 2CV. |
| 1987–1990 |        | Teilhol Tangara — французький пляжний автомобіль на базі 2CV. Teilhol побудував його за погодженням з Citroën як непряму заміну Méhari.                                                |
| з 1988    |        | Кабріолет Hoffmann 2CV — кіт-кар коплект для переобладнання 2CV. Виробляється в Гоенфурх (Баварія).                                                                                    |
| з 2000    |        | Burton — голландський кіт-кар на базі 2CV. |